# Indosat
A Indosat é um dos maiores operadores de redes e serviços de telecomunicações da Indonésia.
A Indosat oferece (pré-pago e pós-pago) serviços de telefonia móvel (Mentari, IM3 e Matrix), os serviços de áudio fixo (incluindo DDI), fixo sem fio e serviços de telefonia fixa. A empresa também fornece Multimedia, Internet e Serviços de Comunicação de Dados (MIDI).
A partir de 2012 a empresa passou a deter cerca de 21 por cento da quota de mercado. Ela tem cerca de 50 milhões de assinantes de celulares. Um site de investimento da Indonésia afirmou que a empresa perdeu um par de pontos percentuais em termos de quota de mercado no mercado de telefonia móvel na Indonésia nos últimos anos. O Onbile.com listou a empresa como a terceira maior empresa de telecomunicações na Indonésia em 2013, ficando atrás da Telkomsel e da XL Axiata.

## Satélites
| Satélite  | Fabricante                   | Data do lançamento   | Veiculo lançador | Estado    | Nota |
| --------- | ---------------------------- | -------------------- | ---------------- | --------- | --- |
| Palapa C2 | Hughes                       | 16 de maio de 1996   | Ariane 44L       | Ativo     | |
| Palapa D  | Thales Alenia Space          | 31 de agosto de 2009 | Longa Marcha 3B  | Ativo     | O veículo de lançamento deixou o satélite em uma órbita de transferência geoestacionária muito baixa, o mesmo foi capaz de se transferir por conta própria para a órbita geoestacionária prevista, mas o seu tempo de vida útil foi reduzido. |
| Palapa E1 | Orbital Sciences Corporation | ?                    | ?                | Planejado | |